# عمر قادر
عمر قادر (بالإنجليزية: Omar Kader)‏ هو لاعب كرة قدم بريطاني في مركز الهجوم، ولد في 29 أبريل 1986 في إدنبرة في المملكة المتحدة. لعب مع نادي ألوا أثليتيك ونادي اربوراث.

## وصلات خارجية
- عمر قادر على موقع قاعدة بيانات كرة القدم.إي يو (الإنجليزية)
- عمر قادر على موقع Soccerway.com (الإنجليزية)